# Edmond Bernhard
Pour les articles homonymes, voir Bernhard.
 (juin 2024).
- Si vous ne connaissez pas le sujet, laissez ce bandeau (vous pouvez alors contacter les auteurs).
- Si vous supprimez le contenu mis en cause (vous pouvez préalablement contacter les auteurs),

argumentez précisément cette suppression dans la page de discussion
(un manque de référence n'est pas un argument ; une recherche réelle de référence doit avoir été effectuée, être formellement documentée).
 (juin 2024).
Si vous disposez d'ouvrages ou d'articles de référence ou si vous connaissez des sites web de qualité traitant du thème abordé ici, merci de compléter l'article en donnant les références utiles à sa vérifiabilité et en les liant à la section « Notes et références ».
Edmond Bernhard, né à Uccle le 21 avril 1919 et mort à Hal le 6 mars 2001 , est un cinéaste belge.

## Biographie
Edmond Bernhard est professeur à l'Institut national supérieur des arts du spectacle. Il est une des principales influences du cinéaste Philippe Grandrieux qui fut son étudiant.
Edmond Bernhard était aussi collectionneur d'automobiles.

## Œuvre
Edmond Bernhard réalise en 1954 Lumière des hommes (24 minutes), description textuelle et respectueuse de la liturgie d'une messe, proche du catholicisme « noir » de Georges Bernanos.
En 1955, il tourne Souvenir de Bruxelles (15 minutes).
Il réalise ensuite un diptyque : Waterloo (18 minutes) en 1957 et Belœil (16 minutes) en 1958. Il joue subtilement avec le son et l’image, remarquablement montés, pour dénoncer le paradoxe de la culture de masse : le cinéaste observe ironiquement des touristes populaires confondant art et anecdote pittoresque.
En 1960, il coréalise avec Paul Haesaerts L'École de la liberté (15 minutes).
En 1963, il détourne une commande du département cinéma de l'Éducation nationale lui demandant de traiter « le problème des loisirs ». Edmond Bernhard réalise un film sur la vacuité, le vide et l'ennui. Produit par l'Union économique occidentale et tourné à Bruxelles, Dimanche (19 minutes) est une œuvre lyrique et musicale. C'est une promenade dans la ville, ses parcs et lieux de loisir, par exemple, le cinéma du centre-ville l'Aventure (et son grandiose slogan inscrit en lettres de néon à l'entrée de la salle : « L'aventure c'est l'évasion. »).
Le cinéaste Boris Lehman a dit de ce film : 
« Sans le recours d’aucun commentaire, usant d’images extraordinaires sublimant des lieux communs (l’ennui du dimanche, des enfants qui jouent, un coureur dans un bois, un match de football...), Bernhard construit par un montage savant une œuvre exceptionnelle sur le sentiment du vide et de fossilisation du monde. »
Il a ensuite été continuellement recalé par la commission du film (qui distribue les subventions). Il mettra fin à leur dialogue de sourds qui le minait et l'étouffait : « Il y avait là une dame qui exigeait à tout prix de moi un scénario. Je tourne toujours sans scénario... Ils me mettaient plus ou moins au pinacle à cette époque et ils ne voulaient pas me donner du fric. Ils voulaient le donner à une "structure", qui serait moi sans être moi. »
En 1967, il réalise sa dernière œuvre, Échecs (32 minutes), un film d'animation (tourné image par image) épuré que seuls les joueurs d'échecs comprennent.

## Filmographie
- 1954 : Lumières des Hommes
- 1955 : Souvenirs de Bruxelles
- 1957 : Waterloo
- 1958 : Beloeil
- 1963 : Dimanche (musique de Fernand Schirren[1])
- 1967 : Echecs